# Botschkarjowka
Botschkarjowka (baschkirisch und russisch Бочкарёвка) ist ein Dorf (derewnja) in Baschkortostan (Russland) mit 50 Einwohnern (Stand 2010). Es liegt im Alkinski selsowet.

## Geographie
Der Ort liegt im Tschischminski rajon, 21 Kilometer bzw. 30 Straßenkilometer vom Verwaltungssitz des Rajons, Tschischmy, entfernt. Das Verwaltungszentrum des selsowets, Usytamak, liegt in 6 Kilometern Abstand von Botschkarjowka. Die nächste Bahnstation und die nächste Ortschaft Pionerskaja sind 1 Kilometer entfernt.

## Bevölkerung
Im Jahr 2010 lebten 94 Menschen im Dorf, die meisten davon (93 %) Russen.
| Jahr | Einwohner |
| ---- | --------- |
| 2002 | 62        |
| 2009 | 60        |
| 2010 | 50        |